# 以色列足球甲級聯賽
以色列足球甲級聯賽（Liga Leumit，希伯來語：‎）是以色列足球協會组织的职业足球联赛，通常简称“以甲”，是以色列足球聯賽系統中的第二級別聯賽。

## 外部連結
- Israel Football Association
- Liga Leumit（页面存档备份，存于） Soccerway